# Hubertus Antonius van der Aa
Hubertus Antonius van der Aa (Tilburgo, 5 de julho de 1935 — 7 de maio de 2017) foi um botânico holandês.

## Biografia
Hubertus Antonius van der Aa nasceu no dia 5 de julho de 1935 em Tilburgo, na província de Brabante do Norte. Em 1973, ele recebeu seu PhD pela Universidade de Utrecht com a dissertação Studies in phyllosticta I. Após concluir seus estudos, iniciou uma carreira de micólogo, tendo descrito diversos gêneros e espécies do Fungi. Faleceu aos 82 anos de idade..